# 248 (číslo)
Dvě stě čtyřicet osm je přirozené číslo, které následuje po čísle dvě stě čtyřicet sedm a předchází číslu dvě stě čtyřicet devět. Římskými číslicemi se zapisuje CCXLVIII a řeckými číslicemi σμη.

## Matematika
248 je:
- Deficientní číslo
- Šťastné číslo
- Nepříznivé číslo

## Chemie
- 248 je nukleonové číslo druhého nejstabilnějšího izotopu curia[1]

## Astronomie
- 248) Lameia je planetka hlavního pásu, kterou objevil v roce 1885 Johann Palisa

## Doprava
- Silnice II/248 je česká silnice II. třídy vedoucí na trase I/13 – Nakléřov – Petrovice – Německo[2]

## Náboženství
- V konceptu 613 micvot je podle judaismu 248 pozitivních přikázání neboli příkazů, což má odpovídat počtu kostí a důležitých orgánů v těle

## Ostatní
- +248 je mezinárodní telefonní předvolba Seychel

## Roky
- 248
- 248 př. n. l.